# Cuauhpopoca
Cuauhpopoca (?-Tenochtitlan 1519) (náhuatl kwaw-popōca, Águila humeante) fue un funcionario público, gobernante y noble mexica. Fue tlatoani de Coyohuacan y vivió en una guarnición cercana a Tuxpan, donde era regidor-cobrador de tributos de la zona de Nautla, en el norte del actual Estado de Veracruz. Nautla o en idioma náhuatl Nauh-tlan (Cuatro lugares) era una provincia totonaca que estaba bajo el dominio del Imperio azteca, el lugar había sido bautizado durante la expedición de Juan de Grijalva como "Nueva Almería". 

## Antecedentes y batalla de Nautla

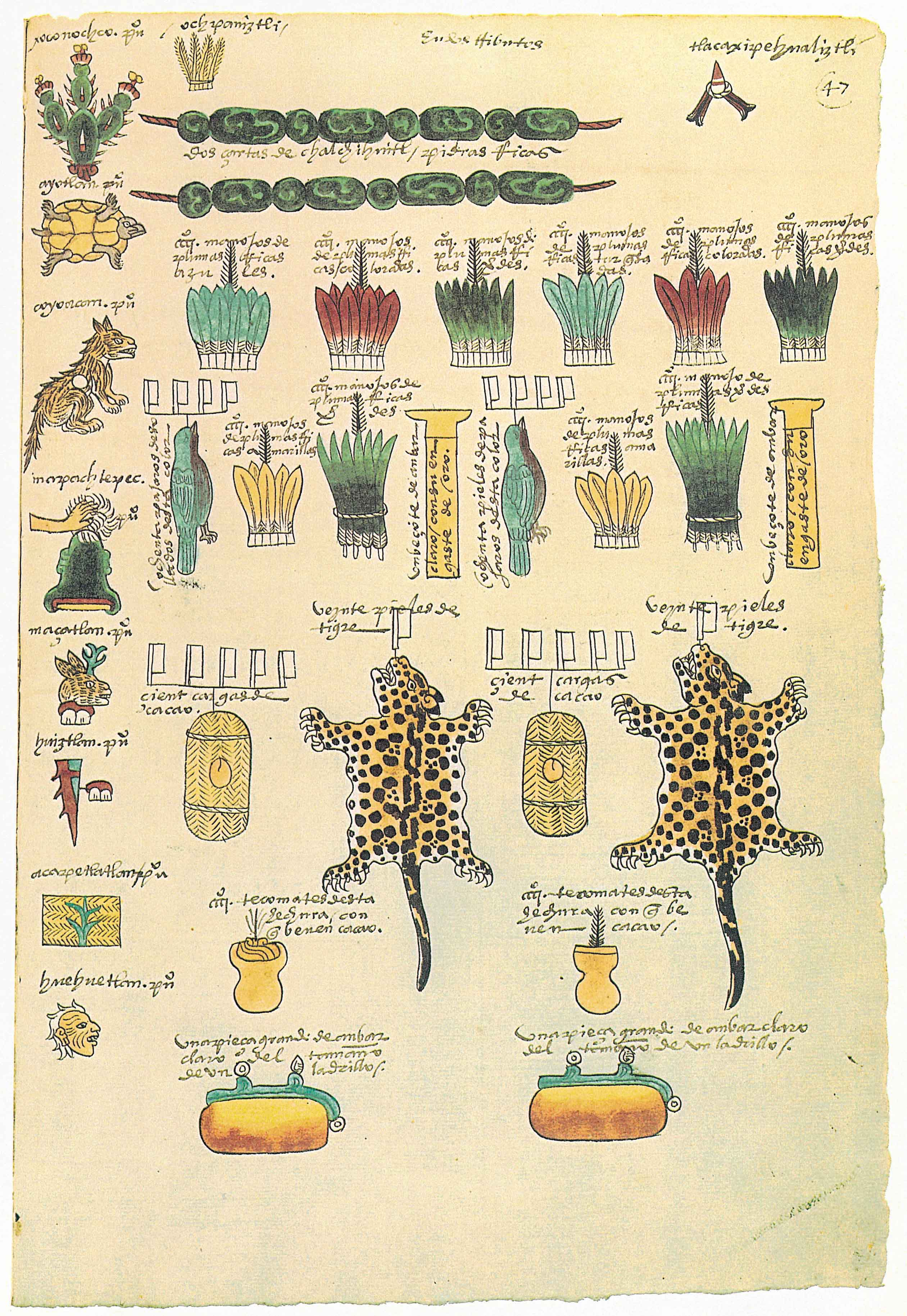
Códice de Mendoza donde se muestra un fragmento de los tributos requeridos a los pueblos sometidos por Moctezuma

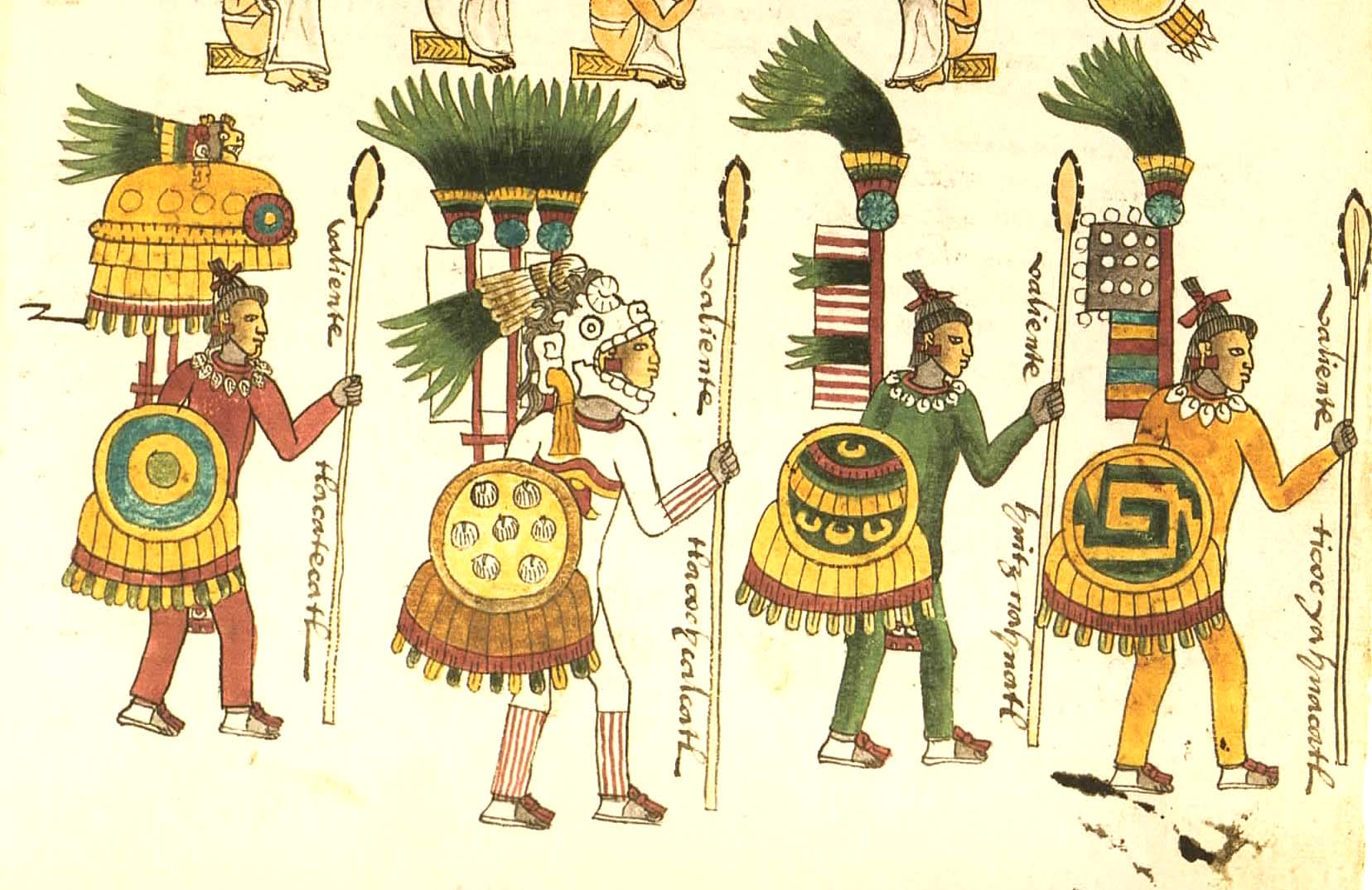
Guerreros aztecas, códice Mendoza

El 22 de abril de 1519, Hernán Cortés estableció una guarnición en la Villa Rica de la Vera Cruz, poco después comenzó su avance hacia Tenochtitlan con la mayor parte de sus fuerzas armadas, dejando al capitán Juan de Escalante como alguacil mayor de la Villa Rica, al mando de sesenta soldados.
Cortés había realizado alianzas con los totonacas de Cempoala y otros pueblos cercanos quienes tributaban al regidor mexica Cuauhpopoca. De acuerdo a la crónica de Díaz del Castillo y a la crónica de López de Gómara, Doña Marina, por orden de Cortés, habló con los totonacas convenciéndolos de no pagar más tributo, por lo que pronto Cuauhpopoca amenazó con destruir las poblaciones totonacas.
Los totonacas acudieron al capitán Juan de Escalante para pedir ayuda, quien había recibido previas instrucciones de Cortés para respaldarlos. Escalante ordenó prender a los recaudadores mexicas, y de esta forma comenzaron las hositilidades. Dos mil totonacas y cuarenta soldados españoles se enfrentaron en una batalla contra los mexicas en las llanuras de Nautla, entre los ríos Nautla y Misantla, sin embargo los mexicas comenzaron a doblegar a los totonacas quienes prefirieron abandonar a los conquistadores españoles. Escalante comenzó la retirada hasta Nautla lugar que en represalía incendiaron, pero él y otros seis soldados fueron gravemente heridos, pudieron llegar hasta Villa Rica, pero los siete murieron tres días más tarde a consecuencia de las heridas.
Las fuerzas de Cuauhpopoca lograron capturar vivo a un soldado español llamado Argüello natural de León, quién fue decapitado. Cuauhpopoca envió a Tenochtitlan un comité con la cabeza de Argüello para mostrar a Motecuhzoma la vulnerabilidad de los españoles. Sin embargo el emperador se horrorizó al ver la cabeza y ordenó no ofrecerla en sacrificio a ninguno de sus dioses.

## Prisión de Moctezuma Xocoyotzin
Hernán Cortés tenía algunos días de haber llegado a Tenochtitlan, cuando llegaron mensajeros tlaxcaltecas aliados de los españoles y en forma secreta entregaron cartas a Cortés, relatando los sucesos en Nautla, y explicando que el ataque de Cuauhpopoca había sido ejecutado conforme a las órdenes de Moctezuma.
Después de meditarlo, Cortés utilizó el suceso como pretexto para mantener en arraigo a Moctezuma el 14 de noviembre de 1519, al tiempo que reclamaba castigo para Cuauhpopoca y sus seguidores.
Fue el propio Cortés con ayuda de Pedro de Alvarado, Gonzalo de Sandoval, Juan Velázquez de León, Francisco de Lugo, Alonso de Ávila, Bernal Díaz del Castillo, los intérpretes Jerónimo de Aguilar, doña Marina y una treintena de hombres más, quienes hicieron el arresto.
Moctezuma negó el hecho de haber emitido la orden de las hostilidades y envió guerreros acompañados por tres españoles, con la consigna de detener al insumiso Cuauhpopoca y llevarlo a Tenochtitlan, la orden era respaldada con una piedra como si fuera un sello con la figura de Huitzilopochtli:

"Id y llamad a Cuauhpopoca; y si no quisiese venir por la creencia de esta mi seña, haréis gente de guerra en mi tierra e iréis sobre él y destruirlo y prenderlo por la fuerza, y no vengáis sin él; y mirad por esos cristianos mucho"

Cortés asignó en la comitiva a Francisco de Aguilar, Andrés de Tapia y otro soldado llamado Valdelamar, pasaron veinte días antes del regreso de los enviados, durante ese tiempo,  Moctezuma anduvo libremente en su palacio, incluso practicó la caza en las cercanías pero fuertemente vigilado por una escolta española.

## Ejecución de Cuauhpopoca

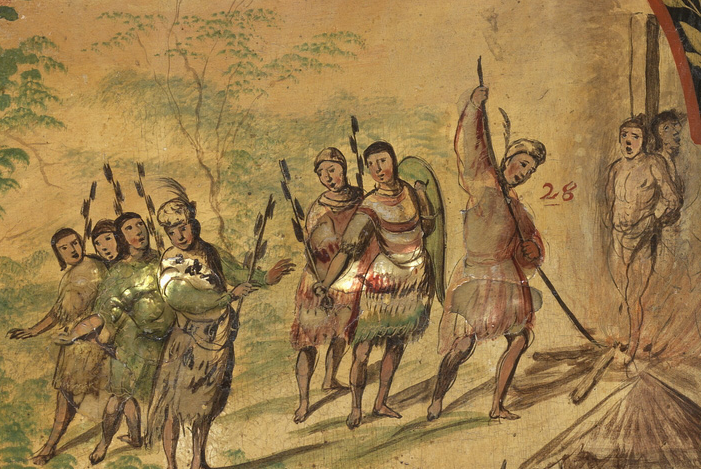
Representación de la ejecución por los artistas novohispanos Juan González y Miguel González, 1698

Al recibir a Cuauhpopoca prisionero, el tlatoani cedió a Cortés el privilegio de juzgarlo y condenarlo. Cuauhpopoca llegó acompañado de su hijo, y quince principales participantes del consejo mexica acusados de dar muerte a los españoles en Nautla. Cortés preguntó directamente a Cuauhpopoca si era vasallo de Moctezuma, a lo que respondió:

"¿Pues hay otro señor de quien poderlo ser?"

Cortés replicó:

"Muy mayor es el rey de los españoles que vos matasteis sobre seguro y a traición; y aquí lo pagaréis"

Cortés quería saber si la orden de los ataques había sido girada por Moctezuma, pero la respuesta tanto de Cuauhpopoca como de sus principales fue negativa. Fue entonces cuando se fijaron diecisiete postes como cadalsos para los sentenciados en lo que hoy es la Plaza de la Constitución. Se giró la orden de comenzar a quemarlos vivos, y ante el lento y largo martirio, los sentenciados en agonía dijeron que la orden había sido girada por Moctezuma. La hoguera debió de ser enorme, y una multitud contempló la ejecución en silencio.
Cortés mandó poner grilletes al tlatoani, y le dijo:

"Quien mata, merece que muera, según ley de Dios"

Esta fue una acción preventiva de Cortés, para contrarrestar una posible rebelión durante la ejecución de Cuauhpopoca. Pero Moctezuma, además de sentirse humillado, quedó sorprendido y temeroso de la acción de los conquistadores españoles.  Poco tiempo después, Cortés, en un acto de reconciliación y convencimiento, quitó los grilletes al tlatoani. Cortés designó a Alonso de Grado como alguacil en la Villa Rica, con la garantía por parte del tlatoani que las acciones no volverían a repetirse.

## Consecuencias

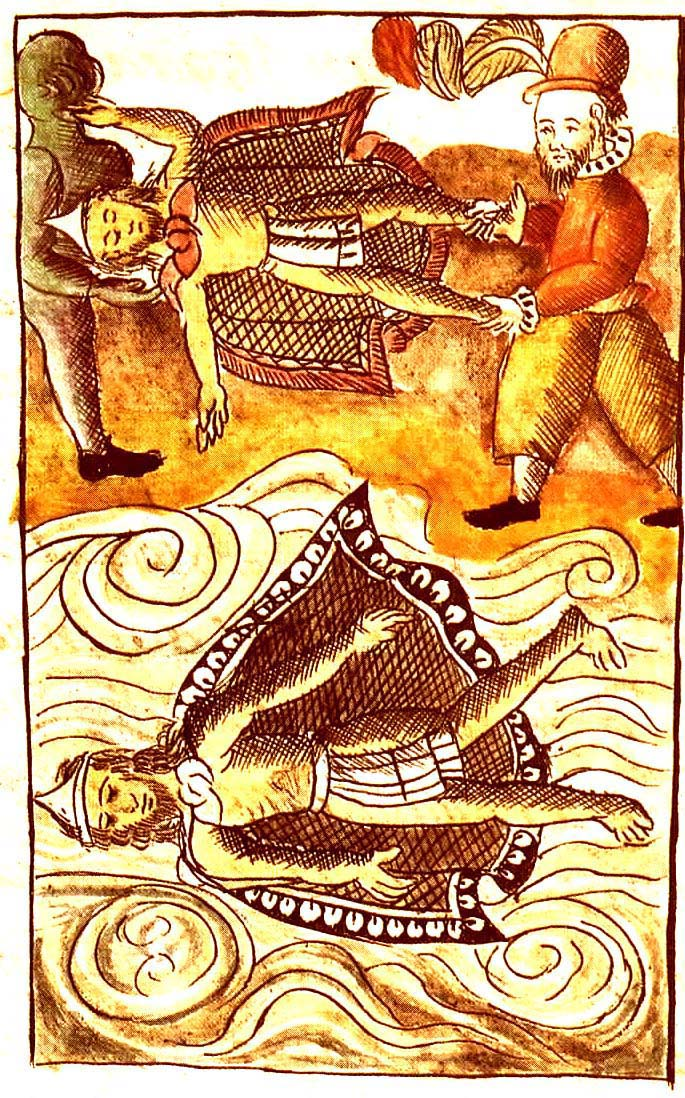
Códice Florentino El tlatoani Moctezuma y el señor de Tlatelolco Itzcuauhtzin

Moctezuma tuvo un comportamiento más servil con los conquistadores, lo cual aunado a la muerte de Cuauhpopoca, generó una malestar social en los mexicas. Cacamatzin, señor de Texcoco e integrante de la Triple Alianza, comenzó a rebelarse contra los conquistadores. El tlatoani intercedió a favor de los españoles, quienes lo hicieron prisionero, incrementando aún más el odio de los mexicas hacia Moctezuma y los españoles. 
Algunos meses más tarde, los mexicas celebraron la fiesta de Tóxcatl. Los mexicas fueron atacados en el Templo Mayor por orden de Pedro de Alvarado —Cortés se encontraba en Veracruz enfentando a Narváez—, en lo que se conoce como Matanza de Tóxcatl o del Templo Mayor.
Al regresar Cortés, la situación era delicada, pues los mexicas se habían sublevado. Moctezuma junto con Itzquauhtzin, señor de Tlatelolco, intentaron calmar a los sublevados, pero fueron lapidados por su pueblo que los consideraba traidores.
Tras la muerte del tlatoani, Cuitláhuac organizó a los mexicas y logró expulsar a los españoles el 30 de junio de 1520 en la fecha conocida como La Noche Triste. Estos sucesos, aunque muy conmemorados, fueron en realidad una victoria pírrica para los mexicas porque, al perseguir a los españoles y darles batalla en llanuras próximas a Otumba pocos días después de La Noche Triste, el 7 de julio de 1520 los mexicas sufrieron una notable derrota. Las poblaciones sojuzgadas, al percatarse de la debilidad mexica, se unieron a los ejércitos hispano-tlaxcaltecas para lograr terminar la tiranía mexica. De tal suerte, la pírrica victoria conocida como La Noche Triste se resolvió en el triunfo militar hispano-tlaxcalteca de Otumba y puede considerarse como el inicio del final de la autoridad mexica en el altiplano.